# Adolf Cambridge
Adolf Karol Aleksander Albert Edward Jerzy Filip Ludwik Teck (ur. 13 sierpnia 1868 w Londynie, zm. 23 października 1927 w Shrewsbury) – brytyjski arystokrata, książę Teck, członek Brytyjskiej rodziny Królewskiej, 1. markiz Cambridge.

## Życiorys
Syn księcia Franciszka i księżniczki Marii Adelajdy. Jego dziadkami byli książę Aleksander Wirtemberski i hrabina Claudine Rhédey von Kis-Rhéde, oraz Adolf Hanowerski, książę Cambridge i Augusta Wilhelmina Heska.
Uczęszczał do Wellington College, w wieku 19 lat rozpoczął naukę w Royal Military Academy Sandhurst. Tak jak ojciec oraz dziadkowie poświęcił się karierze wojskowej. Po ślubie swojej siostry Marii z księciem Jerzym stał się członkiem rodziny królewskiej.
12 grudnia 1894 roku ożenił się z Małgorzatą Grosvenor, córką Hugh Lupus Grosvenor, księcia Westminster. Para miała czwórkę dzieci:
- Jerzego (1895-1981) – 2. markiz Cambridge
- Marię (1897-1987) – żonę Henryka Somerset, 10. Księcia Beaufort
- Helenę (1899-1969) – żonę Johna Evelyna Gibbs
- Fryderyka (1907-1940)

W 1897 roku zostaje Kawalerem Krzyża Komandorskiego Orderu Wiktoriańskiego.
W styczniu 1900 roku umarł ojciec Adolfa. Odziedziczył on po nim tytuł księcia Teck. Otrzymał również Wielki Krzyż Orderu Wiktoriańskiego.
Jego oddział walczył w czasie II wojny burskiej. Między 1904 a 1910 rokiem był attaché wojskowym w Wiedniu. W 1911 roku otrzymał Order Łaźni.
W momencie wybuchu wojny powrócił do czynnej służby, pracował w ministerstwie wojny. Jego szwagier, król Jerzy V zdecydował się wobec złego nastawienia poddanych do wszystkiego, co niemieckie, na zmianę nazwiska rodowego z Sachsen-Coburg-Gotha na Windsor, zrezygnował również ze wszystkich niemieckich tytułów. W ślady króla poszli wszyscy pozostali książęta, w tym również książęta Teck. Adolf zrezygnował z tytułu księcia Teck i przyjął po swojej matce nazwisko Cambridge, szwagier uczynił go za to markizem Cambridge.